# 須藤克三
須藤 克三（すとう かつぞう、1906年（明治39年）10月30日 - 1982年（昭和57年）10月18日）は、日本の教育者・児童文学者。
教員、編集者を経て山形新聞社論説委員兼文化部長を歴任。また山形県芸術文化会議会長、山形県県民芸術祭運営委員長などを務め、戦後の同県における教育文化活動の主軸を担った。さらに無着成恭を見いだした。

## 人物・来歴
山形県宮内町（現：南陽市）出身。
郵便局員でホトトギス派の俳人である流陰と号した父・多蔵と母・ていの三男として生まれる。幼いころから読書家として過ごす。1923年（大正12年）に山形県師範学校に入学すると文芸部委員になり、校友会雑誌『真琴』で短歌や文章を発表した。卒業後、宮内小学校訓導に就くが自身の力量不足を実感し、より一層学問を修めようと決意。1928年、日本大学高等師範部国語漢文科（夜間部）に入学。翌年には代用教員と成り、働きながら日大を卒業する。
日大卒業後、都内で教員を務める傍ら、次第に短歌や歌壇よりも生活綴方運動（作文教育）に関心を抱くようになる。1936年にはNHK学校放送で、さらに金沢嘉市らと日本少年文化研究所を設立するなど活躍の場を広げた。1940年教員を辞し、国策会社であった国民教育図書や小学館編集局書籍文化科学課長を歴任するが、戦況の悪化に伴い帰郷。山形で教職に就こうとするが求人が無かったため、山形新聞社記者であった兄の勧めで、1945年6月、同社へ入社。論説委員を務めたほか新設された文化部長を兼任し、山新短歌や児童詩（生活詩）欄を紙面に設けた。その後推挙されて山形新聞労働組合の労働争議における闘争委員長となり会社側と対立。
1947年には混乱の責任を取って引責辞任するが、引き続き非常勤嘱託で論説委員を担い社説、文化欄を担当した。またそのころから農山村へ深く関わりながら、教育文化運動の実践に傾注しはじめた。
須藤が山形県の教育や文化界に与えた影響は顕著であり、1985年には須藤の業績を讃えるため、「やまがた児童文化賞」・「北の児童文学賞」が創設され、同賞は2001年からは「須藤克三記念児童文化賞」と改称され、今日まで続いている。また、1987年には南陽市制施行二十周年記念事業の一環として「須藤克三賞」が制定され、市内の小中学生の優れた文学作品や読書感想文等を表彰している。

## 無着成恭との交流
2人の交流は、1947年4月、山形師範学校3年であった無着成恭が教えを乞いたいと山形新聞社編集室の須藤を訪れたことに始まる。そして無着が編集委員を務める師範学校創立70周年記念文芸誌『明窓』を編纂する際には、須藤に編集責任者に就任してもらい、原稿の整理の仕方、編集の技術、さらには印刷や製本技法のなどの術を貪欲に吸収した。この経験がのちに無着が発行する学級文集『きかんしゃ』に大いに活かされた。
1948年、山形師範を卒業した無着は南村山郡山元村（現：上山市山元）の山元中学校教諭として着任する。お仕着せの教科書に頼らず、子供たちの心の動きや目の輝きを敏感に受けとめ、その動きにしたがって授業をすすめる無着流のやり方を進めるが、読み書きどころか満足に計算すら出来ない教え子の姿に途方に暮れ、須藤の所に相談に出向くと「綴方でも書かせてみろ」とのアドバイスを受けた。この一言が『きかんしゃ』が産み出される端緒となった。また須藤は無着と共に山元中学の教壇に立ち、直接指導することを厭わなかった。そして無着はたとえ文章は稚拙でも構わない。山村の生活が浮きぼりにされた作品をつくれば、教室の共通の話題になるだろう。との思いを込め、『きかんしゃ』第一号は1949年7月に上梓された。この後通算16号まで発行された『きかんしゃ』14号までを底本に、それらから詩や作文さらに調査レポートが抜粋され、1951年3月、青銅社から『山びこ学校』が発売されるや、当時としては異例の2年間で12万部越えるベストセラーとなる。同年4月には山びこ学校を映画化しようとの話が持ち上がり、構想の具体化が進められるが資金難に陥ってしまう。そこで須藤が山形県や山形県教組を駆けずり回り、映画製作の機運を盛り上げた。そうした状況から、県当局としても山びこ学校の世評がそこまで高まったのだから支援しようとの判断に至り、県の斡旋で荘内銀行が600万円を山形県学校生活協同組合に融資し、それを映画製作に当たる八木プロダクションが無担保で借りうけるとの方途が編み出され、融資金600万円は八木プロの製作資金として活用された。また製作資金に充てるため募金活動や、日教組による組合員10円カンパも実施された。
『山びこ学校』は、戦後民主主義教育の金字塔とまで謳われたがその内容は、村の貧しさや因襲を赤裸々に綴ったものであった為、地元では好意的の受け止める人は少なく、大半は冷やかな視線を送っていた。加えて次第に無着のスタンドプレイが目立つようになり、1952年10月1日に実施された第25回衆議院議員総選挙において、県第1区で社会党左派から出馬しトップ当選した元県教組委員長の西村力弥の選挙戦の最中には、無着は支援のため選挙区を巡り歩いた。この行動は村の古老らに無着が「アカ」であるとの認識を決定づけてしまう。さらに1953年7月、西村や国分一太郎の強い推薦で現場の教師では唯一人、無着は羽仁五郎らとともにウィーンで開催された世界教育会議に出席するが、羽仁から「君のような若者こそ東欧を見るべきだ」との勧めの従い、帰途、ソ連に入国しモスクワ放送に出演する暴挙に及ぶ。これによって無着は帰国後、県教育庁から呼び出しを受け戒告処分を科される。さらに村の教育委員会からの総意として引導をわたされ、山元中学を辞すことになる。
1954年4月、無着は実家である沢泉寺の住職を拝命していたため、仏教や寺に関する見聞を深めることを名目に駒澤大学仏教学部3年に編入するが、次第に寺に戻っても葬式坊主で終わってしまうのではないか思いはじめ、檀家らの猛反発を受けながらも、1956年、旧知の寒川道夫の引きによって明星学園に就職する。その後教務の傍ら、TBSラジオの番組司会に抜擢されたほか、同局の看板番組であった全国こども電話相談室では質問者との当意即妙なやり取りで人気を博し、いわゆる教育タレントの走りのような存在となる。しかし学園校長であった照井猪一郎の死去後、園内に路線対立が起こり、教頭であった無着はそれに巻き込まれ、自身の主導によって新学園設立を画するが、実現に至らず結局27年務めた明星学園を去ることになる。
須藤はこうした愛弟子の生き様を「あの男にはどうもプロデューサーが必要のようだ。野放図な人生観だから、ゆきずまるとパッと飛び立ってしまう。だから、そのあと村のサークルが目標を失って、崩れたということはいえるかもしれない。特に人一倍かしこい藤三郎（佐藤藤三郎）君には、そのあと"山びこ"の全責任がかかり、たいへんな苦労をさせてしまうことになった。無着はたしかに子供たちに大きな夢を与えた。しかし、僕にしても無着にしても、結局は農業というものがわからなかった。それが彼を山元村から去らせる最大の理由だった」とまわりに明かしていたほか、無着はそのうちジャーナリズムから骨の髄までしゃぶられて、ポイと捨てられるだろう。そういう評もずいぶん聞かされた。それもあながち的はずれではないかも知れない。しかし「山びこ学校」が提起しているのは、自己喪失症的な日本に対しての、また感動を失っている日本の教育界に対しての、根源的な問いである。もし、無着が孤立するようなことがあるならば、それは無着一人の悲劇には終わらず、日本の教育界そのものの悲劇になろうとも記していた。

## 経歴
- 1906年（明治39年）10月30日、生まれる。
- 1922年（大正11年）、宮内尋常高等小学校を卒業後、山形県師範学校に入学。
- 1927年（昭和2年）、仲間とともに文芸雑誌『陽樹』を発行[2]。
- 1928年（昭和3年）、日本大学高等師範部に入学。入学後に父の名をとった歌集「流蔭」を出版[2]。また、日大在学中に東京都文京区の出版社である文化書房入社。記者となる。
- 1931年（昭和6年）、日大を卒業。杉並区立高井戸第二小学校、豊島区立長崎第四小学校で教員を務める。
- 1940年（昭和15年）、長崎第四小学校を退職。国民教育図書株式会社に就職、編集主任となる。
- 1942年（昭和17年）、小学館に移籍。同社編集局書籍文化科学課長となる。
- 1945年（昭和20年）、戦災により故郷の山形に帰郷[2]。帰郷後は山形新聞社論説委員兼文化部長に就任。
- 1951年（昭和26年）、無着成恭が編集した『山びこ学校』の出版に大きく寄与する。これを機に、「山形県児童文化研究会」を結成。同年11月3日に山形県教育功労賞を受賞する。
- 1954年（昭和29年）、早大童話会に在籍した鈴木実らとともに「山形童話の会」を結成。『もんぺの子』を発行する。
- 1956年（昭和31年）11月、第二回斎藤茂吉文化賞を受賞する[20]。
- 1962年（昭和37年）、「山形県芸術文化会議」の結成に尽力。副会長となる。
- 1963年（昭和38年）、「山形県県民芸術祭」の運営委員長として活躍する。
- 1968年（昭和43年）、『出かせぎ村のゾロ』を理論社から出版。地域の社会問題を土台にした童話を執筆し、日本の児童文学の中でも稀有な存在となる。また、民話も執筆し「語り」の重要性を説く。
- 1969年（昭和44年）、「山形作文の会」を結成。同年8月、文部大臣より社会教育施行二十周年記念の感謝状を受ける。
- 1971年（昭和46年）、「山形県芸術文化会議」の会長に就任。
- 1972年（昭和47年）6月、第十二回久留島武彦文化賞を受賞。
- 1976年（昭和51年）6月6日、生まれ故郷である南陽市宮内の双松公園内に「ふるさとの山は光る、子供らは太陽を呼ぶ」の碑文が刻まれた「須藤克三児童文学碑」が除幕[21]。
- 1980年（昭和55年）11月3日、勲五等双光旭日章を受章。
- 1980年（昭和55年）11月17日、第二十九回河北文化賞を受賞。
- 1981年（昭和56年）、『北の児童文学』を創刊。これまで結成し、それぞれ活動していた団体を統一し、「やまがた児童文化会議」を発足、会長となる。
- 1982年（昭和57年）10月18日、逝去。享年76。同25日、「故須藤克三先生を送る芸術文化葬」が山形市民会館にて営まれた。

## 主な著作
- 『山びこ学校から何を学ぶか - その人間教育の一般化のために』（青銅社） 1951年
- 『村の青年学級』(新評論社、農村新書)  1955年
- 『村の公民館』(新評論社、農村新書)  1956年
- 『村の母親学級』(新評論社、農村新書)  1956年
- 『青年団運動 - 50の質問』(農山漁村文化協会、農村文化双書)  1957年
- 『農村青年の生き方』(農山漁村文化協会、農村文化双書)  1958年
- 『若い人の考え方と88の話 - 青年夜話』（北辰堂） 1958年
- 『随筆山形県師範学校』 (みどり新書の会、みどり新書)  1971年
- 『ふるさとに生きる - 自然を愛する心』 (偕成社、君たちの未来のために 5)  1974年　ISBN 4038060500
- 『白鳥になった人形』(箕田源二郎イラスト、ポプラ社、ポプラ社の創作絵本 8） 1974年
- 『やまんば』 (久米宏一イラスト、岩崎書店、創作絵本 32) 1976年　ISBN 4265909329
- 『わらしことねむの花』（高橋国利絵、松本印刷） 1976年
- 『出かせぎ村の忍者たち』(久米宏一画、岩崎書店、創作児童文学) 1978年
- 『出かせぎ村のゾロ』(久米宏一イラスト、理論社） 1978年　ISBN 4652001495

理論社名作の愛蔵版
- 『出かせぎカラス』(久米宏一画、童心社、日本の動物記シリーズ)  1980年　ISBN 4494010243
- 『人生論』（農山漁村文化協会） 1981年　ISBN 4540740342
- 『ばあちゃんのたからもの』 (久米宏一イラスト、童心社、幼年創作シリーズ) 1983年　ISBN 4494010065
- 『命あるかぎりをこそ - 須藤克三遺稿』（岩崎書店） 1983年

など。